# 가디언 미디어 그룹
가디언 미디어 그룹(Guardian Media Group plc, GMG)은 《가디언》, 《옵서버》를 비롯한 다양한 대중 매체를 발행하는 영국의 미디어 그룹이다. 그룹은 스코트 트러스트 리미티드가 지배하고 있으며 《가디언》의 편집권은 영구적으로 독립이 보장되어 있다.

## 역사
1907년 찰스 프레스트위치 스코트(CP 스코트)는 자신의 사촌이었던 에드워드 테일러로부터 《맨체스터 가디언》(1821년 창립)을 인수하고 맨체스터 가디언 주식회사를 설립하였다.
1924년 《맨체스터 이브닝 뉴스》를 인수 합병하여 가디언 앤드 맨체스터 이브닝 뉴스로 사명을 변경하여 1993년까지 유지하였고 이후 현재의 사명인 가디언 미디어 그룹(GMG)으로 개칭하였다.
1929년 창립자인 CP 스코트가 은퇴하면서 두 아들이 회사를 상속하였는데 경영권은 존 스코트에게 편집권은 에드워트(테드) 스코트에게 양도되었다. 1932년 몇 달을 사이에 두고 아버지 CP 스코트와 편집자 테드 스코트가 사망하자 존 스코트는 가디언의 영속을 위해 회사의 모든 자산을 관리할 기금을 조성하기로 결심하였다. 1936년 스코트 트러스트 리미티드가 창립되고 회사의 모든 자산을 지배하게 되었다. 이로서 《가디언》과 《옵서버》는 경영과 편집이 영구적으로 분리되었다.
GMG는 2003년 새로운 미디어 시장 진출을 목적으로 트레이더 미디어 그룹을 600만 파운드에 인수하였지만, 2007년 벤처 캐피털인 어팩스 파트너스에게 지분 49.9%를 135만 파운드에 매각하였다. 2014년 1월 GMG는 트레이더 미디어 그룹의 잔여 지분을 처분하였다.
2010년 2월 GMG는 맨체스터 지역 미디어 부문을 트리니티 미러에게 448만 파운드에 매각하였다. 이 매각에는 《맨체스터 이브닝 뉴스》가 포함되어 이로서 《가디언》과 맨체스터의 역사적 연결이 끝나게 되었다. 그레이터 맨체스터에서 운영되는 지역 텔레비전 방송 채널 M과 서리주 워킹에서 발행되는 두 종의 신문은 매각에 포함되지 않았다. 2012년에는 글로벌 라디오가 GMG 라디오를 인수하였다.
2017년 10월 GMG는 새로운 수입원을 위해 42만 달러의 벤처 캐피털 기금 운영을 시작하였다.

## 기업 구조
GMG의 핵심 사업은 《가디언》과 《옵서버》를 발행하는 가디언 뉴스 앤 미디어 리미티드 (Guardian News & Media Limited)의 운영이다. GMG 산하에는 다음과 같은 사업체들이 있다.
- 어센셜(Ascential): 국제 기업간 거래의 디지털 정보와 사건 수집
- GMG 프로퍼티 서비스: 부동산 산업을 위한 소프트웨어와 기술 개발 솔루션 제공
- 투자 기금의 관리

스코트 트러스트 리미티드는《가디언》의 재정 안정성과 편집권 독립 유지를 위한 기금으로 GMG를 지배하고 있다.

## 위기
2011년에서 2012년 사이 GMG는 756만 파운드의 손실을 입었고, 2012년 6월 《가디언》에서만 매일 10만 파운드의 적자가 발생하게 되자 경제 전문 잡지인 《인텔리전트 라이프》는 "가디언이 살아남을 수 있는가?"라는 의문을 제기했다. GMG의 2016년의 세전 순손실은 173만 파운드를 기록했다. 그룹은 적자 감소를 위해 250명을 감원하였고, 유료 회원 증가 캠페인을 전개하였다.
트위터나 페이스북과 같은 소셜 미디어는 신문과 같은 기성 저널리즘의 위기 요인으로 지목되고 있다. 《가디언》은 소셜 미디어가 가짜 뉴스의 확산과 기성 언론의 위기를 불러오고 있다는 기사를 내보낸 바 있다.

## 같이 보기
- 가디언
- 옵서버